# Antonio Barolini
Antonio Barolini (Vicenza, 29 maggio 1910 – Roma, 21 gennaio 1971) è stato uno scrittore, poeta e giornalista italiano.

## Biografia
Nato da una famiglia di navigatori di origine veneziana, rimasto orfano di padre in giovane età (il padre Giuseppe morì nel 1919); abbandonati gli studi, nel 1929 si impiegò in banca. Esordì come poeta nel 1930 con un volume pubblicato a sue spese (Cinque canti); nel 1938 uscì La gaia gioventù, permeato da un'aura religiosa che si approfondì nelle successive raccolte in versi (Il meraviglioso giardino (1941), Poesie di dolore in morte di Caterina e tre preghiere in aggiunta (1943), Il veliero sommerso (1949), confluite tutte nel 1968, assieme ad altre poesie inedite, in una antologia curata da Geno Pampaloni.
Dopo aver sposato nel 1950 la scrittrice statunitense Helen Mollica, che dopo il matrimonio si firmerà Helen Barolini, si recò negli Stati Uniti d'America dove fu a lungo corrispondente del quotidiano La Stampa. Frutto del suo soggiorno negli USA furono le Elegie di Croton (1959), dalla cittadina americana di Croton-on-Hudson, dove i Barolini risiedettero per alcuni anni. Dal matrimonio nacquero tre figlie, 	Teodolinda, Susanna, Nicoletta.
Accanto all'attività di poeta Antonio Barolini svolse quella di giornalista e di narratore. Come giornalista, esordì con la direzione de Il Giornale di Vicenza dal 25 luglio del 1943, dopo la caduta del fascismo, all'8 settembre 1943; la direzione antifascista gli valse una condanna a 15 anni di prigione da un tribunale della Repubblica Sociale Italiana e per venti mesi fu costretto a nascondersi per evitare la rappresaglia dei fascisti. Nell’ultima fase della sua vita Barolini diresse la più importante trasmissione letteraria della Rai degli anni Sessanta, «L'approdo».
Le sue opere in prosa, ambientate spesso in piccole città venete, sono incentrate spesso su problemi religiosi o etici. Esordì come romanziere in età giovanile con Le giornate di Stefano (1930), un'opera che venne rielaborata e pubblicata nuovamente nel 1969 col titolo La memoria di Stefano. Scrisse anche sedici racconti tradotti in lingua inglese da Helen Barolini per il periodico The New Yorker che vennero in seguito raccolti nel volume Our last family countess and related stories (1960) (traduzione italiana, L'ultima contessa di famiglia, 1968).
La città di Vicenza gli ha intitolato una scuola media.

## Opere

### Poesia
- Antonio Barolini, La gaia gioventù e altri versi agli amici, Vicenza, Edizioni dell'asino volante, 1938. (nuova edizione: Venezia, Neri Pozza, 1953).
- Antonio Barolini, Il meraviglioso giardino, Vicenza, Pellicano, 1941.
- Antonio Barolini, Poesie di dolore in morte di Caterina e tre preghiere in aggiunta, a cura di Neri Pozza, Vicenza, Il Pellicano, 1943.
- Antonio Barolini, Viaggio col veliero San Spiridione : Il meraviglioso giardino, Poesie di dolore in morte di Caterina, Preghiere ai poeti nell'ora della tempesta, Danza sull'acqua, Vicenza, Il pellicano, 1946.
- Antonio Barolini, Poesie alla madre, Venezia, Neri Pozza, 1960.
- Antonio Barolini, L'angelo attento ; Il meraviglioso giardino e altre poesie inedite, prefazione di Geno Pampaloni, Milano, Feltrinelli, 1968.
- Antonio Barolini, Elegie di Croton, Milano, Feltrinelli, 1959.
- Antonio Barolini, Croton elegies, translated from the italian by Helen Barolini with a preface by Luigi Barzini, Montreal, Guernica, 1991.

### Prosa
- Antonio Barolini, Una lunga pazzia : romanzo, Milano, Feltrinelli, 1962.
- Antonio Barolini, Le notti della paura : romanzo, Milano, Feltrinelli, 1967.
- Antonio Barolini, La memoria di Stefano : romanzo, Milano, Feltrinelli, 1969.
- Antonio Barolini e Helen Barolini, Duet, Vicenza, Neri Pozza, 1966.
- Antonio Barolini, Giornate di Stefano : racconto, Padova, G. Tolomei, 1943.
- Antonio Barolini, Il paradiso che verrà : momenti di un'esperienza religiosa, Firenze, Vallecchi, 1972.
- Antonio Barolini, Il veliero sommerso, Vicenza, Il pellicano, 1949.
- Antonio Barolini, L'omino del pepe e altri racconti, a cura di Tommaso Di Salvo ; prefazione di Antonio Barolini, Milano, La nuova Italia, 1970.
- Antonio Barolini, L'ultima contessa di famiglia, Milano, Feltrinelli, 1968.
- Antonio Barolini, Our last family countess and related stories, illustrated by Tony Palladino, New York, Harper & Brothers, 1960, 1960.
- Antonio Barolini, Meditazione sul miracolo del pane e del vino, Venezia, Neri Pozza, 1969.
- Antonio Barolini, Ritratto di un quacchero, Venezia, Neri Pozza, 1967.
- Antonio Barolini, Statua ferma, con prefazione di Elpidio Jenco, Genova, Emiliano Degli Orfini, 1934.
- Antonio Barolini e Helen Barolini, Duet, Vicenza, Neri Pozza, 1966.
- Antonio Barolini, Diario di clandestinità e altri scritti in tempo di guerra (1943 -1945), a cura di Susanna Barolini e Teodolinda Barolini, Vicenza ; Milano, Neri Pozza, 2020.

## Riconoscimenti
- Premio Saint Vincent per il giornalismo nel 1953.
- Premio Bagutta, ex aequo con Enrico Emanuelli, per le "Elegie di Croton" (1960)
- Premio Selezione Campiello con il romanzo "Le notti della paura" (1963)[3]
- Premio Nazionale Letterario Pisa per la Poesia (1966)[4]
- Assegnazione del Premio "Amelia" (1966)

## Galleria d'immagini

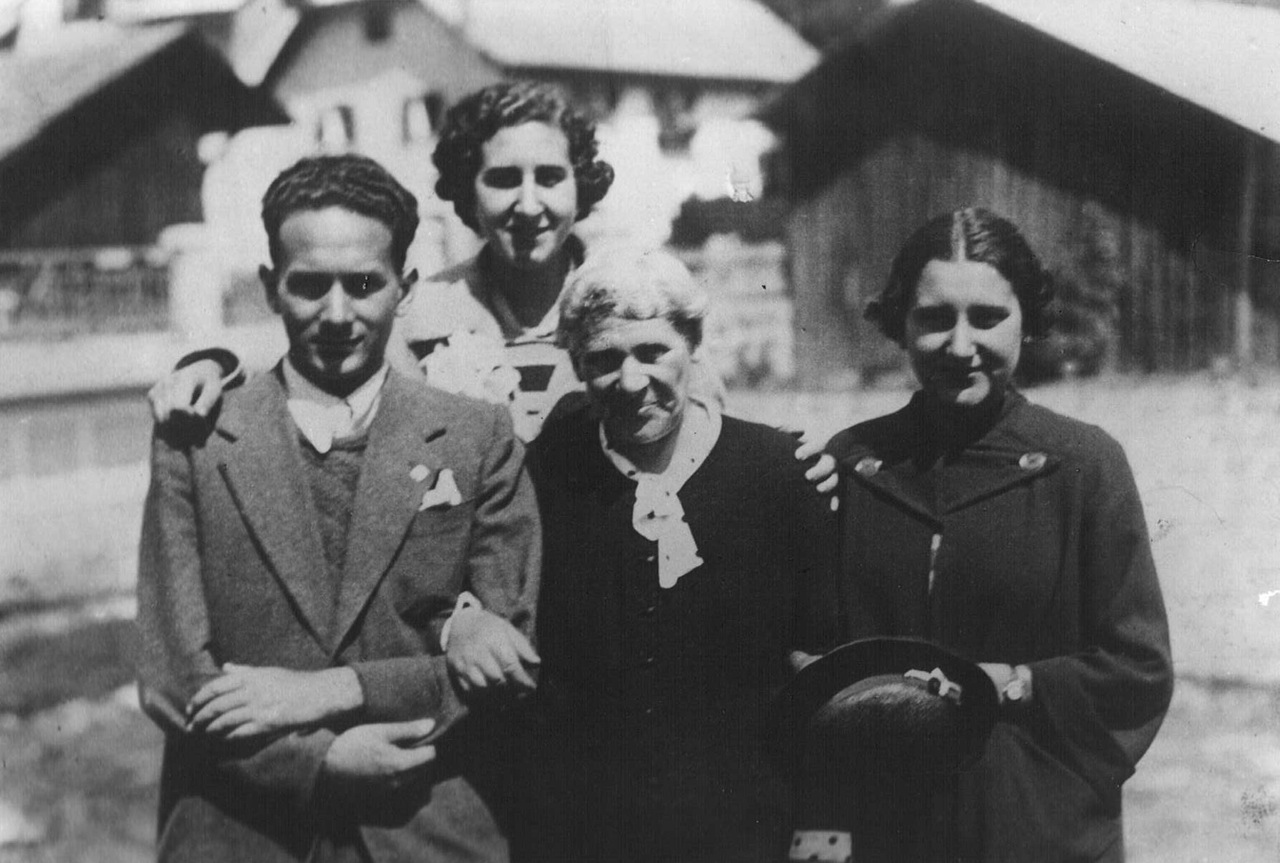
Barolini con la madre e le sorelle
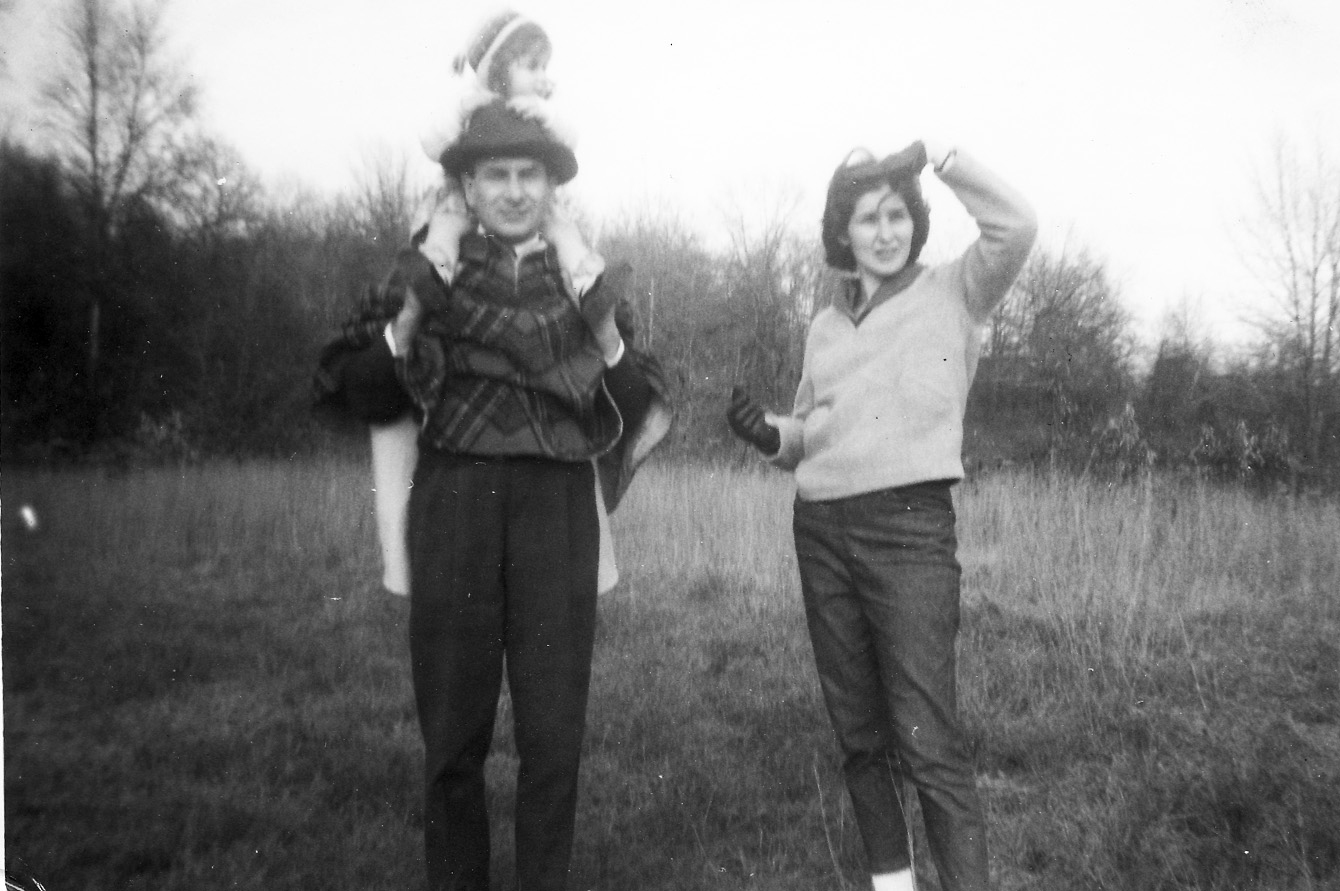
Barolini con la moglie Helen Barolini e la figlia Nicoletta